# ГЕС Ніва 3
ГЕС Ніва 3 — гідроелектростанція у Мурманській області Росії. Знаходячись після ГЕС Ніва 2, становить нижній ступінь каскаду на річці Ніва, яка впадає до Кандалакської затоки Білого моря.
У межах проекту річку перекрили земляною греблею висотою 19 метрів та довжиною 264 метра, до якої прилягає бетонна водоскидна секція довжиною 33 метра. Створений греблею підпір створив водосховище Плесозеро з площею поверхні 1,6 км2 та об'ємом 7,8 млн м3 (корисний об'єм 2,5 млн м3).
Зі сховища через прокладені по правобережжю підвідний тунель довжиною 2,8 км та канал довжиною 1,1 км ресурс подається до місця розташування машинного залу. Останній споруджений у підземному виконанні на глибині 75 метрів та має розміри 62х14 метрів. Під час Другої світової війни цей недобудований об'єкт виявився затопленим, проте по завершенні бойових дій роботи відновились та завершились введенням у 1949—1950 роках чотирьох гідроагрегатів.
Основне обладнання станції становлять чотири турбіни типу Френсіс — три потужністю по 38,5 МВт та одна з показником у 40 МВт, які використовують напір 74 метра та забезпечують виробництво 877 млн кВт-год електроенергії на рік.
Відпрацьована вода транспортується до Кандалакської затоки по відвідному тунелю довжиною 2,7 км та каналу довжиною 0,7 км.
Видача продукції відбувається по ЛЕП, розрахованій на роботу під напругою 110 кВ.